# 诺亚雷
诺亚雷（法語：Noyarey，法語發音：[nɔjaʁɛ] ⓘ）是法国伊泽尔省的一个市镇，位于该省中部，省会格勒诺布尔西北，属于格勒诺布尔区。

## 地理
诺亚雷（45°14'37"N, 5°37'53"E）面积16.86 平方千米，位于法国奥弗涅-罗讷-阿尔卑斯大区伊泽尔省，该省份为法国东南部内陆省份，北起顺时针与安省、萨瓦省、上阿尔卑斯省、德龙省、阿尔代什省、卢瓦尔省和罗讷省。
与诺亚雷接壤的市镇（或旧市镇、城区）包括：萨瑟纳日、沃雷沃鲁瓦兹、沃雷普、昂然、丰塔尼勒-科尔尼永、圣埃格雷沃、韦科尔山区欧特朗梅欧德尔。

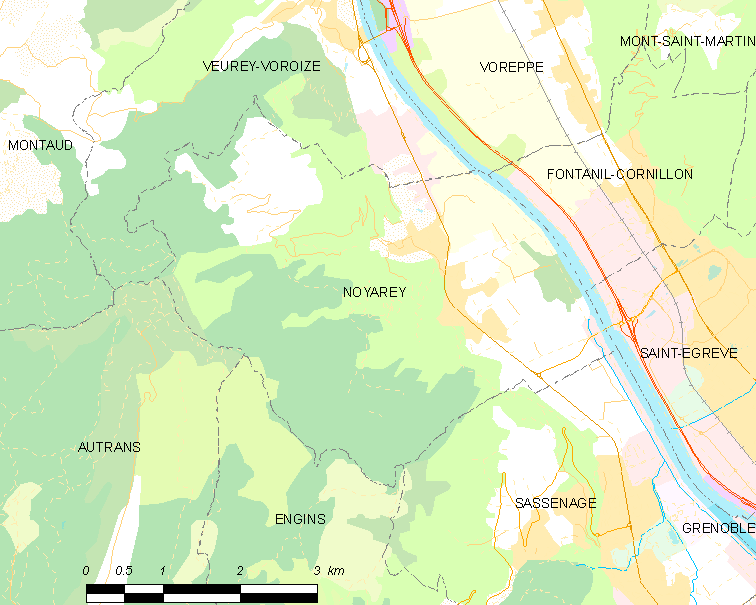
诺亚雷的OSM定位图

诺亚雷的时区为UTC+01:00、UTC+02:00（夏令时）。

## 行政
诺亚雷的邮政编码为38360，INSEE市镇编码为38281。

## 政治
诺亚雷所属的省级选区为方丹-韦科尔县。

## 人口

1962-2008年间诺亚雷人口变化图示

诺亚雷于2022年1月1日时的人口数量为2321人。